# Václav Johanis
Václav Johanis (26. února 1872 Praha-Nové Město – 19. června 1939 tamtéž), byl československý politik, meziválečný ministr, poslanec a senátor Národního shromáždění za Československou sociálně demokratickou stranu dělnickou.

## Biografie
Původní profesí byl obuvníkem. Působil jako organizátor odborového svazu dělníků v obuvnictví a zasadil se o zřízení systému jejich nemocenského pojištění. Byl redaktorem časopisu Obuvník. Politicky aktivní byl již za Rakouska-Uherska. Ve volbách do Říšské rady roku 1907 se stal poslancem Říšské rady (celostátní parlament), kam byl zvolen za okrsek Čechy 032. Usedl do poslanecké frakce Klub českých sociálních demokratů. Ve vídeňském parlamentu setrval do konce funkčního období sněmovny, tedy do roku 1911.
Od léta roku 1918 byl členem Národního výboru československého. Po převratu v říjnu 1918 zastával po krátkou dobu funkci správce pražského policejního ředitelství. V období let 1918–1939 pak působil jako ředitel Ústředního svazu nemocenských pojišťoven.
Za meziválečného Československa zasedal za Československou sociálně demokratickou stranu dělnickou v letech 1918–1920 v Revolučním národním shromáždění. V parlamentních volbách v roce 1920 získal poslanecké křeslo v Národním shromáždění a mandát v parlamentních volbách v roce 1925 obhájil. Podle údajů k roku 1925 byl redaktorem a předsedou spolku Humanita v Praze. Pak přešel do horní komory parlamentu. V parlamentních volbách v roce 1929 získal senátorské křeslo v Národním shromáždění. V senátu setrval do roku 1935. V zákonodárných sborech ČSR se zasloužil o výslednou podobu systému nemocenského pojištění a zákona o dělnickém, invalidním a starobním pojištění z roku 1924. Napsal několik politických spisů jako Poučení o nemocenském, úrazovém, invalidním a starobním pojištění (1925).
Zastával i vládní funkci. Ve druhé vládě Vlastimila Tusara byl roku 1920 ministrem pro zásobování lidu.
Za svou činnost ve prospěch horníků obdržel čestné občanství města Příbrami.